# Длиннохвостый тунец
Длиннохвостый тунец (лат. Thunnus tonggol ) — вид лучепёрых рыб из семейства скумбриевых отряда окунеобразных, ценная промысловая рыба. Встречается в тропических и субтропических водах Индийского и Тихого океанов.

## Описание
Тело торпедовидное, удлинённое, высокое в средней части и резко сужается к хвостовому стеблю. Максимальная длина тела 145 см, а масса — 35,9 кг. Голова большая, нижняя челюсть несколько выдаётся вперёд. В первом спинном плавнике 12—14 жёстких лучей, а во втором спинном плавнике 14—15 мягких лучей. Между вторым спинным и хвостовым плавниками расположено 8—9 маленьких дополнительных плавничков. В анальном плавнике 13—14 мягких лучей. Между анальным и хвостовым плавниками расположено 8—9 дополнительных плавничков. Хвостовой плавник сильно выемчатый, месяцеобразный. Второй спинной плавник немного выше первого. Грудные плавники длинные, но не достигают вертикали начала основания второго спинного плавника. Спина синего цвета, бока и брюхо серебристо-белый. Спинные, грудные и брюшные плавники чёрные. Дополнительные плавнички жёлтые с серыми краями. На первой жаберной дуге 20—25 жаберных тычинок. В боковой линии 210—220 чешуй. Плавательного пузыря нет или он рудиментарный. Печень без радиальной исчерченности.

## Биология
См. также Особенности физиологии тунцов
Подобно прочим тунцам желтопёрые тунцы имеют хорошо развитые кровеносные сосуды кожи и боковых мышц тела и богатую гемоглобином кровь. Температура тела во время активного плаванья превышает температуру воды на несколько градусов.

### Питание
Рацион состоит из разнообразных пелагических рыб, таких как атерины и сарганы, головоногих и ракообразных. Иногда длиннохвостые тунцы стремительно врываются в стаю кормовых рыб, поднимая брызги.

## Взаимодействие с человеком
См. также Промысел тунцов
Длиннохвостые тунцы являются ценной промысловой рыбой. У них нежное, почти белое мясо, которое хорошо подходит для консервирования. Районы промысла: западная часть Тихого океана и Индийский океан. Более 60% вылова приходится на Индийский океан. Представляют интерес для рыболовов-любителей. Максимальная масса трофейной рыбы 35,9 кг. Данных для оценки Международным союзом охраны природы охранного статуса вида недостаточно.
| Год          | 2004  | 2005  | 2006  | 2007  | 2008  | 2009  | 2010  | 2011  | 2012  | 2013  | 2014  |
| Улов, тыс. т | 221,8 | 245,4 | 266,8 | 251,0 | 226,2 | 251,4 | 289,0 | 238,8 | 260,4 | 244,3 | 204,3 |